# Vihiers
Vihiers is een plaats en voormalige gemeente in het Franse departement Maine-et-Loire in de regio Pays de la Loire en telt 4092 inwoners (2004). De plaats maakt deel uit van het arrondissement Saumur.

## Geschiedenis
In 1974 werden de aangrenzende gemeenten Saint-Hilaire-du-Bois en Le Voide opgeheven en communes associées van Vihiers. De gemeente maakte tot 22 maart 2015 deel uit van kanton Vihiers tot het werd opgeheven en werd Vihiers onderdeel van het kanton Cholet-2. Op 1 januari 2016 werd de gemeente opgeheven en werd Vihiers de hoofdplaats van de op die dag gevormde commune nouvelle Lys-Haut-Layon. Vihiers, Saint-Hilaire-du-Bois en Le Voide werden samen met de andere zes fusiegemeenten communes déléguées van Lys-Haut-Layon.

## Geografie
De oppervlakte van Vihiers bedraagt 59,9 km², de bevolkingsdichtheid is 68,3 inwoners per km².
De onderstaande kaart toont de ligging van Vihiers met de belangrijkste infrastructuur en aangrenzende gemeenten.

## Demografie
Onderstaande figuur toont het verloop van het inwonertal.